# SL-1
SL-1 (anglicky Stationary Low-Power Reactor Number One, česky „stacionární nízkovýkonný reaktor č. 1“) byl experimentální jaderný reaktor armády Spojených států. Explodoval (exploze přehřáté páry) 3. ledna 1961 a zabil všechny tři obsluhující příslušníky armády.

## Konstrukce
Tento reaktor byl primárně vyvinut jako zdroj elektrické a tepelné energie pro odloučená radarová stanoviště v pásmu Arktidy. Při jeho konstrukci byl kladen důraz na možnost přepravy (i letadlem) a na jednoduchost. Vzhledem k tomu, že se předpokládal provoz v neobydlených lokalitách, byly požadavky na zabezpečení poměrně nízké – například jeho kontejnment nebyl projektován tak, aby v případě havárie udržel radioaktivitu uvnitř. Měl celkový (tepelný) výkon cca 3 MW, část (200 kW) se využívala k přeměně na elektrickou energii, část (300 kW) měla sloužit k topení v arktických podmínkách.
První reaktor byl pro účely testování instalován a spuštěn (11. srpna 1958 kritický, 24. října téhož roku provoz) v poměrně neobydlené části státu Idaho, cca 65 km západně od města Idaho Falls. Obsluhu zajišťovali příslušníci armády, kteří prošli výcvikem. Z důvodu jednoduchosti a kompaktnosti bylo k pohonu použito poměrně malé množství (14 kg) vysoce obohaceného uranu (93,2 %) a pro chlazení byla použita lehká (tj. normální) voda. Protože náplň uranu byla poměrně malá, byl tvar aktivní zóny nepravidelný, což komplikovalo teoretické výpočty chování reaktoru. K nepravidelnosti aktivní zóny přispěla také výměna několika palivových článků v blízkosti řídící tyče č. 9 (centrální).

## Problémy
Během experimentálního provozu se objevovaly různé potíže. Z důvodu vyšší aktivity jádra bylo nutné po okrajích zóny instalovat pásy, pohlcující neutrony. To však zvýraznilo jiný prvek reaktoru – citlivost na řízení jedinou středovou tyčí (č. 9). Řídících kadmiových tyčí bylo více, celkem 9, avšak k ovládání kritičnosti reaktoru stačila tato jediná středová, vliv ostatních byl utlumen malou náplní reaktoru a prvky na okrajích, které pohlcovaly neutrony. Kolmo shora zastrčené řídící tyče byly kadmiové, s hliníkovým krytem. Měly průřez ve tvaru velkého kříže, jehož „ramena“ procházela horizontálně velkou částí aktivní zóny. Dalším problémem, který se během provozu objevoval, bylo „zaseknutí“ tyčí, pravděpodobně z důvodů koroze a deformace materiálu v aktivní zóně. U každé z používaných tyčí bylo do prosince 1960 v deníku závad evidováno několik zaseknutí.
21. prosince 1960 byl reaktor odstaven pro účely údržby. Část obsluhy odjela a zůstalo jen několik pracovníků, kteří měli během přelomu roku provádět údržbové práce. Součástí těchto prací bylo také odstranění mechanismu, který manipuloval s tyčemi, a jeho pozdější opětovné připojení. Vzhledem k nemožnosti přesných výpočtů chování reaktoru nebyla obsluha zřejmě dobře vyškolena a poučena o možných rizicích při manipulaci s tyčemi, předpokládala se „mírnější“ nebo pozdější reakce aktivního jádra. Součástí konstrukce nebylo nic, co by bránilo nadměrnému manuálnímu vytažení regulačních tyčí. Nebyl dodržen standard, který údajně existoval v americkém námořnictvu od počátku práce s jadernými reaktory (ponorka Nautilus, 1955), požadující, aby pro dosažení kritického stavu reaktoru bylo potřeba více regulačních tyčí.

## Havárie
Přesný průběh havárie, který následuje, vychází z provedených šetření a analýz po incidentu a jde o nejpravděpodobnější popis. Neexistují přímá svědectví, všichni (3) přímí účastnící zahynuli.
Při pokusu o opětovné připojení řídících tyčí k mechanismu bylo nutné každou řídící tyč manuálně nadzdvihnout cca o 10 cm. Přitom však již nadzdvihnutí centrální řídící tyče o cca 40 cm způsobilo nadkritičnost jádra reaktoru. Tyč byla nalezena povytažená o 66 cm. (Údaje o žádoucím a kritickém povytažení se liší, novější prameny po roce 2000 uvádí, že možná nebylo započítáno nutné povytažení pro aretaci tyče a byly provedeny nové simulace aktivního jádra, takže rozdíl mezi nutným a kritickým povytažením mohl být ve skutečnosti jen cca 10 cm.) Pravděpodobně k tomu došlo vlivem částečného zaseknutí tyče, kdy obsluha byla nucena „více zabrat“, aby s tyčí pohnula. Testy ukázaly, že tyč, vážící asi 22 kg, dokáže 1 muž snadno povytáhnout o více než 50 cm.
Vlivem přílišného vytažení centrální řídící tyče došlo během cca 0,04 s k nárůstu výkonu až na 20 GW, což způsobilo okamžité vypaření chladicí vody a výbuch páry. Obsluha neměla šanci stihnout zareagovat. Dva pracovníci zahynuli ihned, jeden při převozu do nemocnice. Celý reaktor „povyskočil“ o téměř 3 m a zase dopadl zpět. Došlo k částečnému roztavení jádra a uvolnění cca 1100 curie (41 TBq) do atmosféry.
Při následných záchranných pracích bylo radioaktivitou zasaženo dalších 790 pracovníků, jejich vystavení radiaci však zřejmě nepřekročilo přípustné limity (zde jsou nejasnosti ohledně kvality měření hlavně při prvním zásahu). Např. pro zjištění situace v místnosti reaktoru byli do (silně kontaminované) místnosti postupně posláni 2 fotografové, aby rychle nafotili celou situaci. Pozdější práce pak probíhaly pokud možno pomocí různých manipulačních ramen.
Části těl tří mrtvých pracovníků musely být pohřbeny v olověných rakvích hluboko pod zem.